# Thalassema mortenseni
Thalassema mortenseni is een lepelworm uit de familie Thalassematidae.
De wetenschappelijke naam van de soort werd in 1923 gepubliceerd door Fischer.